# Malaysia Super League
Die Malaysia Super League ist eine Fußballliga in Malaysia. Sie ist gleichzeitig die höchste Liga des Landes. Erfolgreichster Verein der Super League ist der Johor Darul Ta’zim FC mit neun Titeln.

## Geschichte
Bis 1981 gab es in Malaysia keine Meisterschaft, welche im Ligensystem ausgetragen wurde. Der höchste Wettbewerb bis 1981 war der Malaya Pokal, später Malaysia Pokal. Auf einem Treffen der regionalen Fußballverbände Malaysias, 1982, beschloss man die Einführung einer Fußballliga. Diese sollte jedoch in erster Linie als Qualifikationswettbewerb für den Malaysia Pokal dienen. Heute ist die Liga jedoch eigenständig und hat eine große Bedeutung für den Fußball in Malaysia. Anfangs wurden lediglich Mannschaften zugelassen, welche die Verbände der einzelnen Staaten Malaysias, das Militär und die Polizei repräsentierten. Dazu kamen Mannschaften der Nachbarländer aus Brunei und Singapur. So spielte zum Beispiel bis 1994 eine Auswahlmannschaft Singapurs im Ligabetrieb mit. In späteren Jahren wurden dann auch Fußballvereine zugelassen.
Erster Meister des neuen Ligawettbewerbes wurde Penang FA. Bis heute gab es mehrere Änderungen des Ligensystems.
Von 1989 bis 2003 gab es zwei Ligen, die 1. und die 2. Division. Zwischen 1994 und 1997 wurden die beiden Ligen zu einer Liga zusammengefasst.

### Meister von 1982 bis 2003
| Saison | Meister                 |
| ------ | ----------------------- |
| 1982   | Penang FA               |
| 1983   | Malacca FA              |
| 1984   | Selangor FA             |
| 1985   | Singapur                |
| 1986   | Kuala Lumpur FA         |
| 1987   | Pahang FA               |
| 1988   | Kuala Lumpur FA         |
| 1989   | Division 1: Selangor FA |
| 1990   | Division 1: Selangor FA |
| 1991   | Division 1: Johor FA    |
| 1992   | Division 1: Pahang FA   |
| 1993   | Division 1: Kedah FA    |
| 1994   | Singapur                |
| 1995   | Pahang FA               |
| 1996   | Sabah FA                |
| 1997   | Sarawak FA              |
| 1998   | Premier 1: Penang FA    |
| 1999   | Premier 1: Pahang FA    |
| 2000   | Premier 1: Selangor FA  |
| 2001   | Premier 1: Penang FA    |
| 2002   | Premier 1: Perak FA     |
| 2003   | Premier 1: Perak FA     |

### 2004 bis heute
2004 ersetzte sie die M-League als höchste Liga. Zu Beginn spielten nur acht Mannschaften in der Liga und die letzten beiden Teams stiegen in die 2. Liga ab. Der Malaysische Fußballverband entschied ebenfalls, die Liga zu privatisieren und gründete die Firma MSL Sendirian Berhad, welche sich um das Marketing kümmern sollte.
Von 2004 bis 2006 gab es dann die Malaysia Super League und die Malaysia Premier League mit zwei Gruppen als 2. Liga. Seit 2007 ist man wieder zu einem eingleisigen Ligabetrieb zurückgekehrt. Ab der Saison 2009 wird die Liga mit 14 Mannschaften in Hin- und Rückrunde ausgetragen und es dürfen keine ausländischen Spieler mehr verpflichtet werden.

### Meister der Malaysia Super League seit 2004
| Saison  | Meister               | Vizemeister         | 3. Platz              |
| ------- | --------------------- | ------------------- | --------------------- |
| 2004    | Pahang FA             | Public Bank FC      | Perlis FA             |
| 2005    | Perlis FA             | Pahang FA           | Perak FA              |
| 2005/06 | Negeri Sembilan FA    | Telekom Malaysia FC | Perak FA              |
| 2006/07 | Kedah FA              | Perak FA            | DPMM FC               |
| 2007/08 | Kedah FA              | Negeri Sembilan FA  | Johor FC              |
| 2009    | Selangor FA           | Perlis FA           | Kedah FA              |
| 2010    | Selangor FA           | Kelantan FA         | Terengganu FA         |
| 2011    | Kelantan FA           | Terengganu FA       | Selangor FA           |
| 2012    | Kelantan FA           | Singapore LionsXII  | Selangor FA           |
| 2013    | Singapore LionsXII    | Selangor FA         | Johor Darul Ta’zim FC |
| 2014    | Johor Darul Ta’zim FC | Selangor FA         | Pahang FA             |
| 2015    | Johor Darul Ta’zim FC | Selangor FA         | Pahang FA             |
| 2016    | Johor Darul Ta’zim FC | FELDA United        | Kedah FA              |
| 2017    | Johor Darul Ta’zim FC | Pahang FA           | FELDA United          |
| 2018    | Johor Darul Ta’zim FC | Perak FA            | PKNS FC               |
| 2019    | Johor Darul Ta’zim FC | Pahang FA           | Selangor FA           |
| 2020    | Johor Darul Ta’zim FC | Kedah FA            | Terengganu FC         |
| 2021    | Johor Darul Ta’zim FC | Kedah FA            | Pahang FA             |
| 2022    | Johor Darul Ta’zim FC | Terengganu FC       | Sabah FA              |
| 2023    | Johor Darul Ta’zim FC | Selangor FC         | Sabah FC              |
| 2024/25 | Johor Darul Ta’zim FC | Selangor FC         | Sabah FC              |

#### Rangliste
| Mannschaft            | Meister | Saison                                                              |
| --------------------- | ------- | ------------------------------------------------------------------- |
| Johor Darul Ta’zim FC | 11      | 2014, 2015, 2016, 2017, 2018, 2019, 2020, 2021, 2022, 2023, 2024/25 |
| Kedah FA              | 2       | 2006/2007, 2007/2008                                                |
| Selangor FA           | 2       | 2009, 2010                                                          |
| Kelantan FA           | 2       | 2011, 2012                                                          |
| Pahang FA             | 1       | 2004                                                                |
| Perlis FA             | 1       | 2005                                                                |
| Negeri Sembilan FA    | 1       | 2005/2006                                                           |
| Singapore LionsXII    | 1       | 2013                                                                |

## Vereine der Super League 2024/25
| Mannschaft             | Standort         | Stadion                            | Kapazität |
| ---------------------- | ---------------- | ---------------------------------- | --------- |
| Johor Darul Ta’zim FC  | Johor            | Sultan Ibrahim Stadium             | 40.000    |
| Kedah Darul Aman FC    | Alor Setar       | Darul Aman Stadium                 | 32.000    |
| Kelantan Darul Naim FC | Kota Bharu       | Sultan Muhammad IV Stadium         | 22.000    |
| Kuala Lumpur City FC   | Cheras           | Kuala-Lumpur-Stadion               | 18.000    |
| Kuching City FC        | Kuching          | Sarawak State Stadium              | 26.000    |
| Negeri Sembilan FC     | Seremban         | Stadium Tuanku Abdul Rahman        | 45.000    |
| PDRM FC                | Petaling Jaya    | Selayang Municipal Council Stadium | 16.000    |
| Penang FC              | George Town      | City Stadium Penang                | 20.000    |
| Perak FC               | Ipoh             | Perak Stadion                      | 42.500    |
| Sabah FC               | Kota Kinabalu    | Likas Stadium                      | 35.000    |
| Selangor FC            | Petaling Jaya    | Petaling Jaya Stadium              | 25.000    |
| Sri Pahang FC          | Temerloh         | Temerloh Mini Stadium              | 10.000    |
| Terengganu FC          | Kuala Terengganu | Sultan Mizan Zainal Abidin Stadium | 50.000    |

Am 17. Januar 2024 wurde der Kelantan FC aus dem Wettbewerb ausgeschlossen, da der Verein die Gehälter der Spieler nicht zahlte und der Verein ernsthafte finanzielle Probleme hatte.

## Kritik
In der Geschichte des Ligafußballs in Malaysia gab es auch häufig Kritik an verschiedenen Punkten.

### Radikale Positionsveränderungen
Nachdem die Liga 2004 mit nur acht Mannschaften gestartet war, kam es in den Saisons 2005 und 2006 öfters zu sehr radikalen Positionsveränderungen. 2005 stand Perak FA nach 14 Spieltagen auf dem letzten Tabellenplatz. Nach sechs Siegen in Folge stand die Mannschaft auf dem zweiten Platz und beendete die Saison auf Platz drei. In der Saison 2006 führte Selangor MPPJ nach zehn Spieltagen die Tabelle an. Acht Niederlagen in Folge brachten die Mannschaft in Abstiegsnot und sie konnte sich erst mit zwei Siegen aus den letzten beiden Spielen retten.

### Ständige Änderung des Ligaformates
Der Grund für die Gründung der TM Liga Super lag darin, den Standard des Fußballs in Malaysia weiter anzuheben. Die Presse jedoch kritisiert dabei, dass es keinen Unterschied gebe zur früheren M-League. Zudem würden die vielen Änderungen des Ligaformates nicht zu einer Stabilisierung des Fußballs und der Teams beitragen.

### Ausländische Spieler
Als nicht hilfreich, den Fußball in Malaysia voranzubringen, wird der Einsatz von ausländischen Spielern angesehen. Die meisten Mannschaften und Vereine sehen fremde Spieler als eine Notwendigkeit an, deshalb wird der Kader meist mit Ausländern aufgefüllt. Meistens werden diese Spieler aufgrund von Probetrainings vor der Saison unter Vertrag genommen. Dabei kommt es oft vor, dass manche Spieler nach zwei bis drei Spielen wieder entlassen werden oder aber die ganze Saison nicht zum Einsatz kommen.
Ivan Ziga, ein Spieler aus der Slowakei, stand für Sarawak FA im Kader. Später beschwerte er sich, dass sein Vertrag neun Monate vor dessen Ende ohne Angabe von Gründen gekündigt wurde. Des Weiteren hätte er nie ein Gehalt bezogen. Als er seine Beschwerde bei der FAM vortrug, reagierte diese erst, als er mit der FIFA drohte. Es gibt mehrere Fälle dieser Art, vor allem mit Spielern aus Afrika, deren Verträge einfach gekündigt wurden und die danach auf sich allein gestellt waren.

## Beste Torschützen seit 1989
| Saison  | Spieler                                     | Verein                                     | Tore |
| ------- | ------------------------------------------- | ------------------------------------------ | ---- |
| 1989    | Zainal Abidin Hassan                        | Selangor FA                                | 12   |
| 1990    | Alistair Edwards                            | Singapur                                   | 13   |
| 1991    | Abbas Saad                                  | Johor FA                                   | 11   |
| 1992    | Zainal Abidin Hassan                        | Pahang FA                                  | 12   |
| 1993    | Mohd Hashim Mustapha                        | Kelantan FA                                | 13   |
| 1994    | Mohd Hashim Mustapha                        | Kelantan FA                                | 25   |
| 1995    | Scott Ollerenshaw                           | Sabah FA                                   | 22   |
| 1996    | Scott Ollerenshaw                           | Sabah FA                                   | 18   |
| 1997    | Laszlo Repasi                               | Perak FA                                   | 19   |
| 1998    | Vyatcheslav Melnikov                        | Pahang FA                                  | 17   |
| 1999    | Azman Adnan                                 | Penang FA                                  | 13   |
| 2000    | Azizul Kamaluddin                           | Pahang FA                                  | 12   |
| 2001    | Norizam Ali Hassan                          | Perak FA                                   | 13   |
| 2002    | Muhamad Khalid Jamlus                       | Perak FA                                   | 17   |
| 2003    | Phillimon Chepita                           | Perlis FA                                  | 23   |
| 2004    | Indra Putra Mahayuddin                      | Pahang FA                                  | 15   |
| 2005    | Júlio Rodriguez Zacharia Simukonda          | Sabah FA Perlis FA                         | 18   |
| 2005/06 | Keita Mandjou                               | Perak FA                                   | 17   |
| 2006/07 | Keita Mandjou Mohd Shahrazen Said           | Perak FA DPMM FC                           | 21   |
| 2007/08 | Marlon Alex James                           | Kedah FA                                   | 23   |
| 2009    | Mohd Nizaruddin Yusof                       | Perlis FA                                  | 18   |
| 2010    | Mohd Ashaari Shamsuddin                     | Terengganu FA                              | 18   |
| 2011    | Abdul Hadi Yahya                            | Terengganu FA                              | 20   |
| 2012    | Jean-Emmanuel Effa Owona Francis Forkey Doe | Negeri Sembilan FA Terengganu FA           | 15   |
| 2013    | Marlon Alex James                           | ATM FA                                     | 16   |
| 2014    | Paulo Rangel                                | Selangor FA                                | 16   |
| 2015    | Dramane Traore                              | PDRM FA                                    | 19   |
| 2016    | Jorge Pereyra Díaz                          | Johor Darul Ta’zim FC                      | 18   |
| 2017    | Mohammed Ghaddar                            | Johor Darul Ta’zim FC (5) Kelantan FA (18) | 23   |
| 2018    | Rufino Segovia                              | Selangor FA                                | 19   |
| 2019    | Kpah Sherman                                | PKNS FC                                    | 14   |
| 2020    | Ifedayo Olusegun                            | Selangor FA                                | 12   |
| 2021    | Ifedayo Olusegun                            | Selangor FA                                | 26   |
| 2022    | Bérgson                                     | Johor Darul Ta’zim FC                      | 29   |
| 2023    | Ayron del Valle                             | Selangor FC                                | 23   |

## Sponsor der Malaysia Super League
| Saison    | Sponsor      | Name der Liga             |
| --------- | ------------ | ------------------------- |
| 2004      | Dunhill      | Dunhill Liga Super        |
| 2005–2010 | TM           | TM Liga Super             |
| 2011      | Kein Sponsor | Liga Super                |
| 2012–2014 | Astro        | Astro Liga Super Malaysia |
| 2015–2017 | Kein Sponsor | Liga Super Malaysia       |
| 2018      | Unifi        | Unifi Liga Super Malaysia |
| 2019      | Kein Sponsor | Liga Super Malaysia       |
| 2020–lfd. | CIMB Group   | CIMB Liga Super Malaysia  |

## Ausländische Spieler und Transferbestimmungen
Die Transferbestimmung für ausländischen Spieler haben sich seit der Gründung der Liga mehrmals geändert. Im Jahr 2009 ergriff die FAM eine drastische Maßnahme, als sie die Transferbestimmungen änderte, das bis 2011 keine ausländischen Spieler verpflichtet werden konnten. Ausländische Spieler durften erst ab der Saison 2012 wieder in der Liga einen Vertrag unterschreiben.
Alle ausländischen Spieler müssen ein internationales Transferzertifikat von ihrem früheren nationalen Fußballverband erhalten, das ihre früheren Clubs abgeschlossen haben, bevor sie sich bei FAM registrieren lassen können, um in der Malaysia Super League spielen zu können.
| Saison    | Anzahl | Bemerkungen                                                  |
| --------- | ------ | ------------------------------------------------------------ |
| 2009–2011 | 0      | Es darf kein Ausländischer Spieler unter Vertrag sein        |
| 2012      | 2      |                                                              |
| 2013      | 3      |                                                              |
| 2014      | 4      | 4 Ausländer, aber nur 3 gleichzeitig auf dem Spielfeld       |
| 2015–2017 | 4      | 4 Ausländer, davon 1 asiatischer Spieler                     |
| 2018–2021 | 5      | 5 Ausländer, davon 1 asiatischer Spieler und 1 ASEAN-Spieler |

## Erläuterungen / Einzelnachweise
1. ↑  Siehe hierzu auch S-League#1988 – 1995
2. ↑  rsssf.org: Liste der Meister seit 1982
3. ↑  MFL Club Licensing Appeal Body: Kelantan FC to sit out of Super League, appeal rejected (Ausschluss aus der MSL), 17. Januar 2024. In: ballthai.com. Abgerufen am 5. April 2024 (thailändisch).